# Доходный дом И. Е. Кузнецова
Не путать с доходным домом И. П. Кузнецова в Малом Знаменском переулке и доходным домом Е. И. Кузнецова на Большой Никитской.
Доходный дом И. Е. Кузнецова (Дом со львом) — здание в Красносельском районе Центрального административного округа города Москвы, расположенное по адресу ул. Мясницкая, д. 15. Здание является объектом культурного наследия регионального значения.

## История
История дома началась в 1907 году, когда участок земли вместе со зданиями у семьи Салтыковых приобрел купец И. Е. Кузнецов, а в 1908—1910 годах было возведено здание. Архитекторами дома были А. Н. Милюков и Б. М. Великовский, здание построено при непосредственном участии братьев В. А. и А. А. Весниных. Здание является образцом неоклассического архитектурного стиля.
Фасад здания стал объектом для подражания, был отмечен как лучший фасад. Архитектурным центром здания является глубокая арка, в которой на постаменте находится лев, удерживающий герб, что объясняет еще одно название дома — «дом со львом». Над аркой размещен ионический портик с пилястрами, далее — еще один ярус портика с полукруглой нишей, декорированный лепниной. Здание имеет крупный скульптурный фриз с полуобнажёнными фигурами. Еще одним украшением дома является скульптура, изображающая Меркурия — бога торговли, расположенная на северном фасаде здания.
Помимо жилой части, в доме располагалась контора, а помещения на первом этаже с большими витринными окнами также функционировали как торговые помещения «Московского народного банка», в здании располагалась контора по продаже резиновых изделий «Богатырь» и др.
В советское время в доме жил поэт Я. В. Смеляков. В 2015 году на доме было открыто шесть табличек проекта «Последний адрес» в память о репрессированных жильцах дома.
Председателем правления ТСЖ «Дом Кузнецова на Мясницкой» является Д.А.Певцов.